# セレン化バリウム
セレン化バリウム(Barium selenide)は、化学式BaSeの無機化合物である。白色固体であるが、空気酸化のために着色していることが多い。アルカリ土類金属のカルコゲン化物の中で最も低いバンドギャップを持つ。

## 合成
セレン化バリウムは、水素流の中で、セレン酸バリウムを還元することで得られる。
BaSeO4 + H2 → BaSe + 4 H2O
また、高温で、セレンと炭酸バリウムまたは酸化バリウムを反応させることでも得られる。
2 BaCO3 + 5 Se → 2 BaSe + 3 SeO2 + CO2

## 関連化合物
バリウムは、Ba2Se3、BaSe2、BaSe3等の一連のポリセレン化化合物を形成しうる。